# 韓寶球
韓寶球，山東省東昌府堂邑縣人，清朝政治人物、同進士出身。
光緒十二年（1886年），参加光緒丙戌科殿試，登進士三甲92名。同年五月，著交吏部掣签，分发各省以知县即用。